# Villemur-sur-Tarn
Villemur-sur-Tarn är en kommun i departementet Haute-Garonne i regionen Occitanien i södra Frankrike. Kommunen ligger i kantonen Villemur-sur-Tarn som tillhör arrondissementet Toulouse. År 2022 hade Villemur-sur-Tarn 6 235 invånare.

## Befolkningsutveckling
Antalet invånare i kommunen Villemur-sur-Tarn

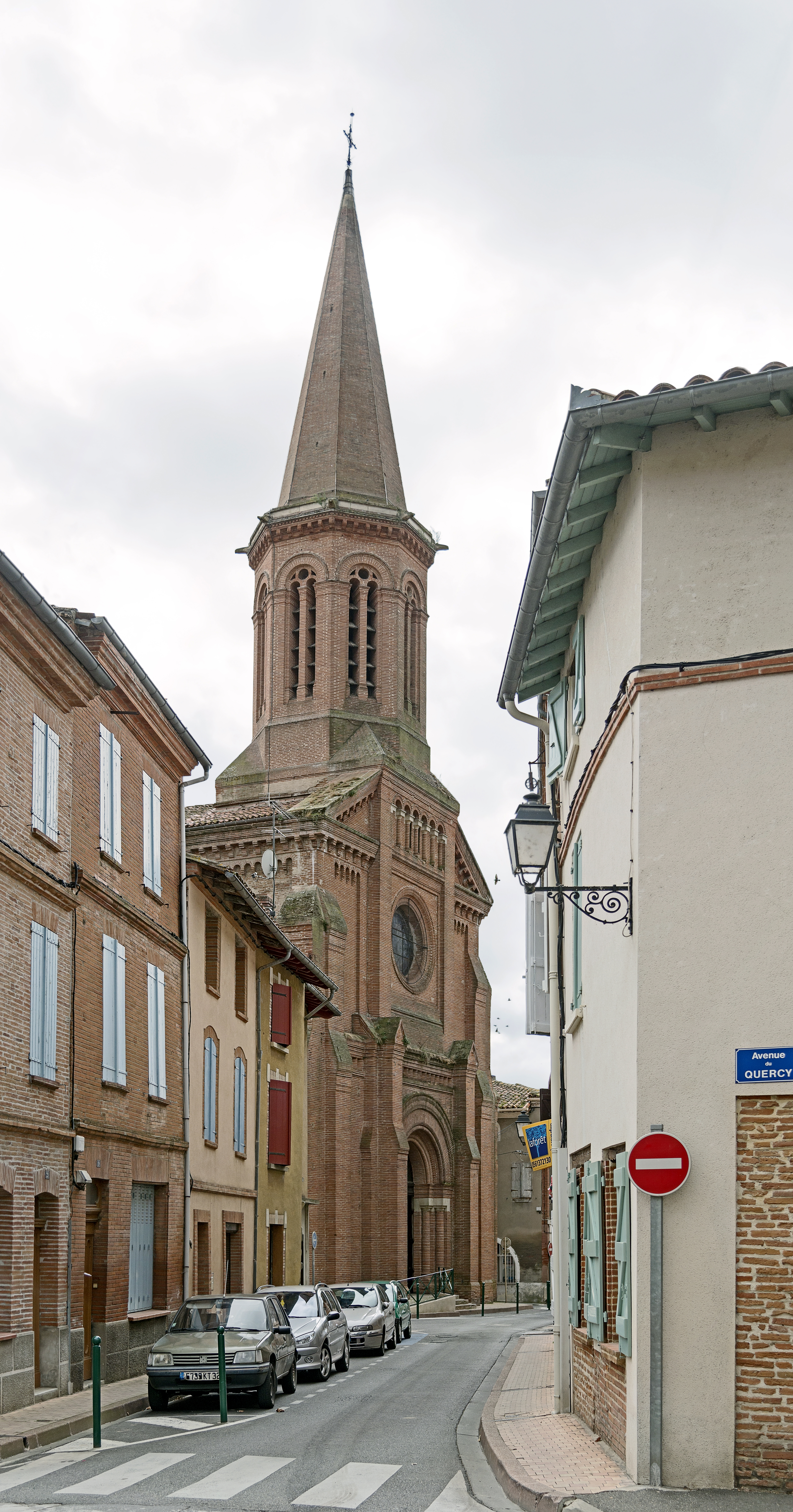
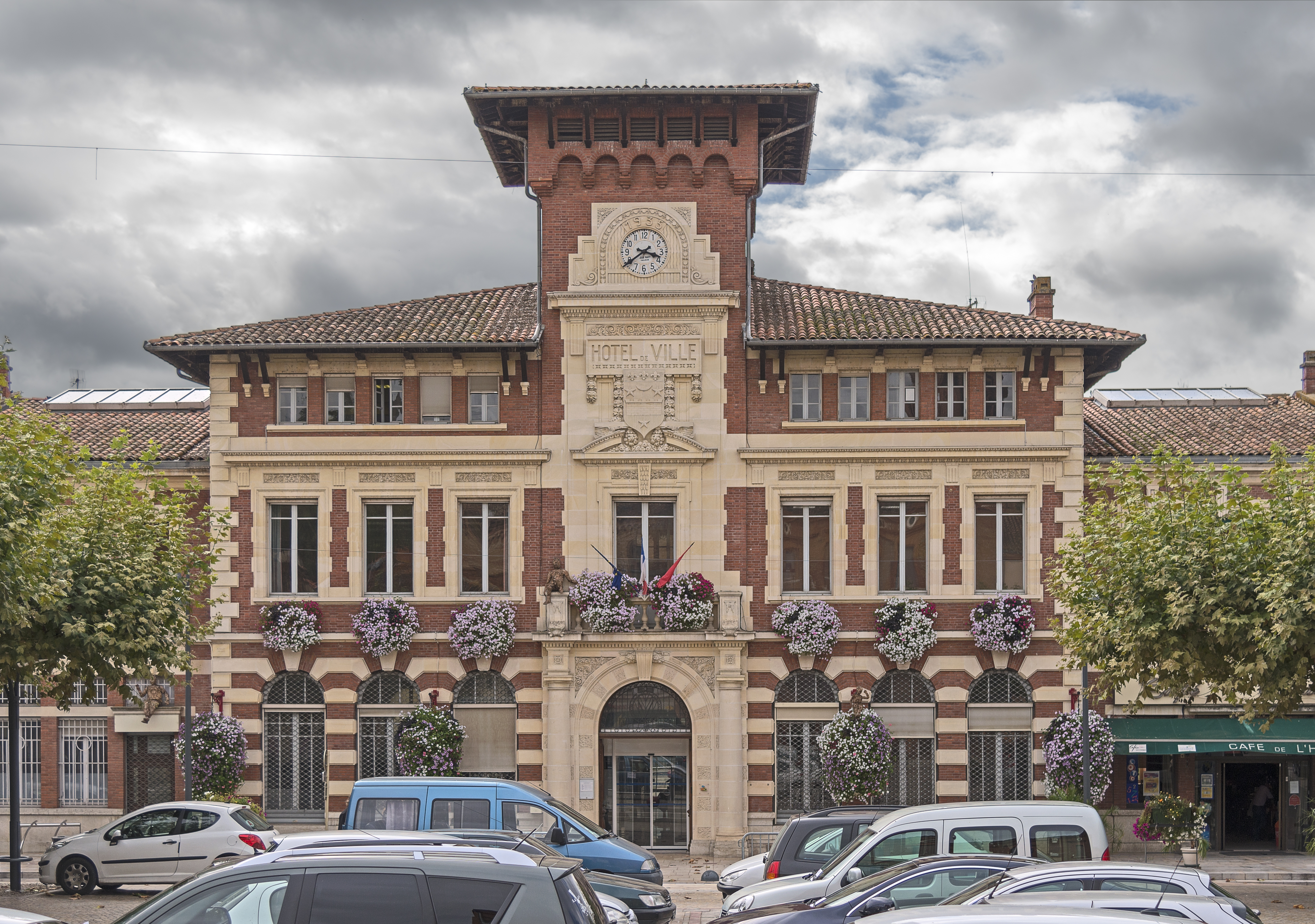
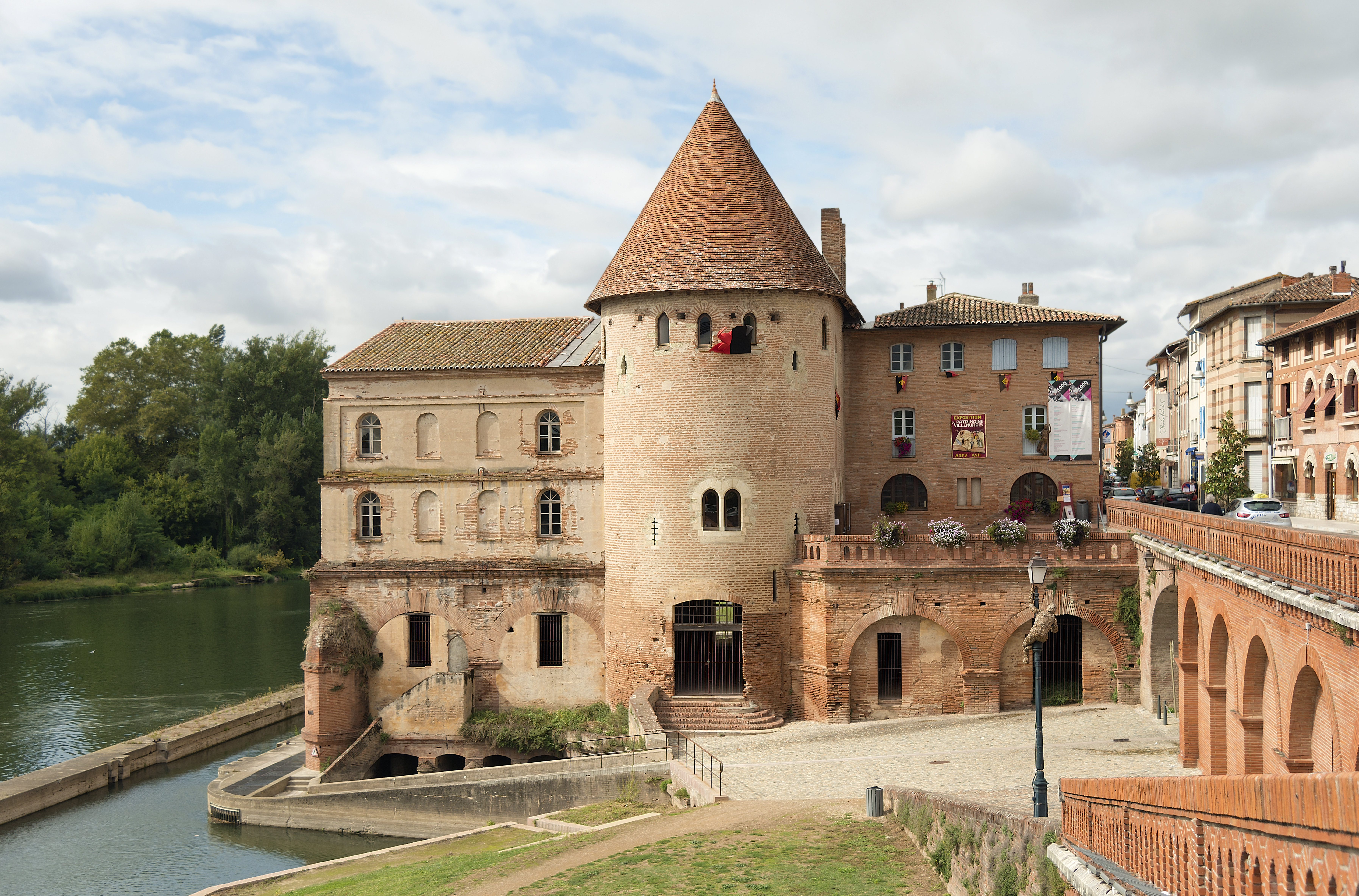

Referens:INSEE